# Lightning Ridge
Lightning Ridge è una città dell'Australia, situata nel nord-ovest del Nuovo Galles del Sud e prossima al confine meridionale del Queensland.

## Geografia fisica
La località fa parte della contea di Finch, nello Walgett Shire ed è conosciuta per essere il maggiore centro minerario mondiale per l'estrazione dell'opale (in particolare dell'opale nero), oltre che per i reperti fossili di cui è ricca (fra l'altro del Steropodon galmani, del Kollikodon ritchiei e del Muttaburrasaurus langdoni).
È conosciuta anche per le proprietà delle sue acque minerali e termali che sgorgano spontaneamente da pozzi artesiani.

## Popolazione

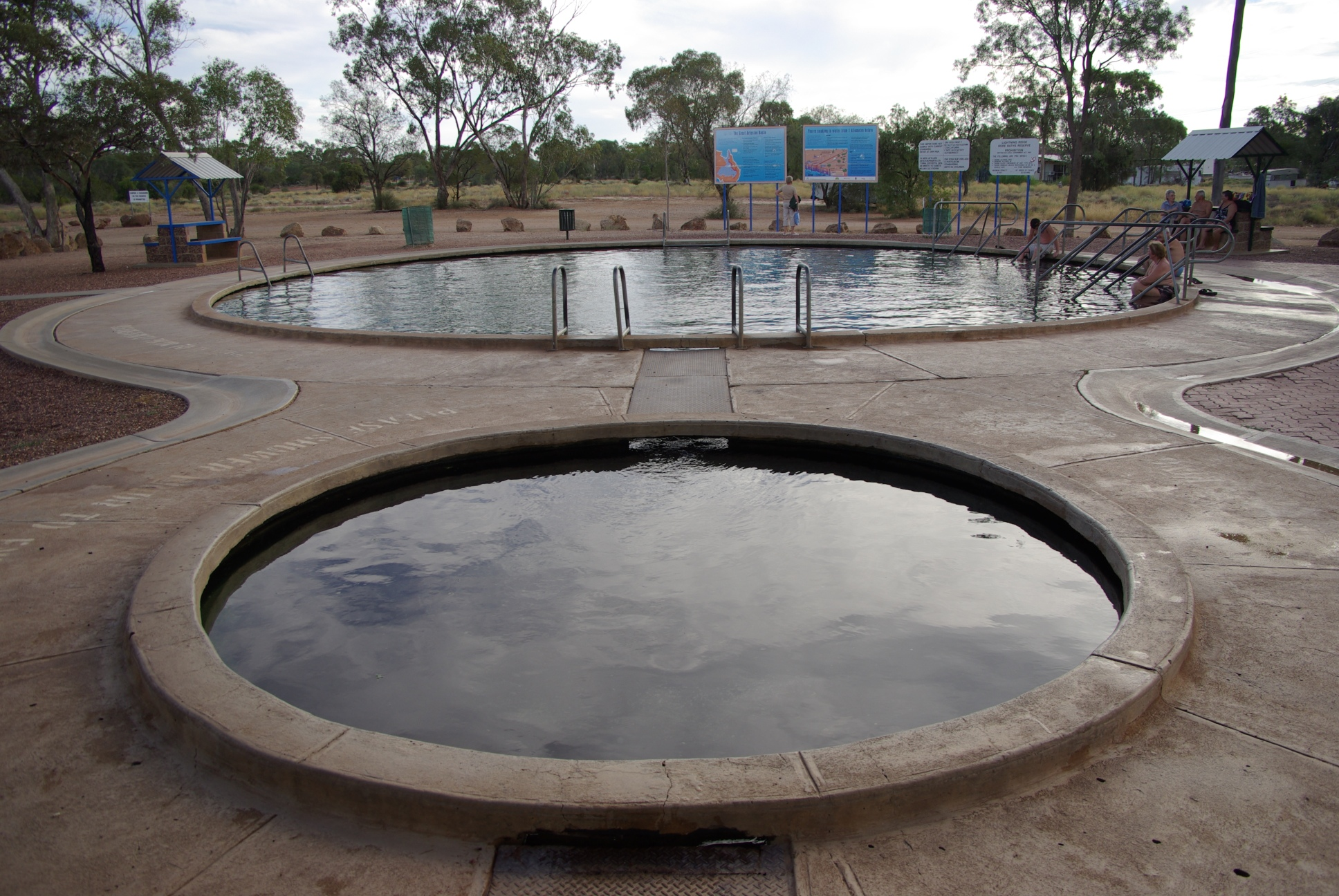
Vasca artesiana a Lightning Ridge

Secondo il censimento dell'anno 2006 la sua popolazione è di 2.602 abitanti.

## Sede aeroportuale
Lightning Ridge è sede di un aeroporto il cui codice identificativo è YLRD (LHG).

## Galleria d'immagini

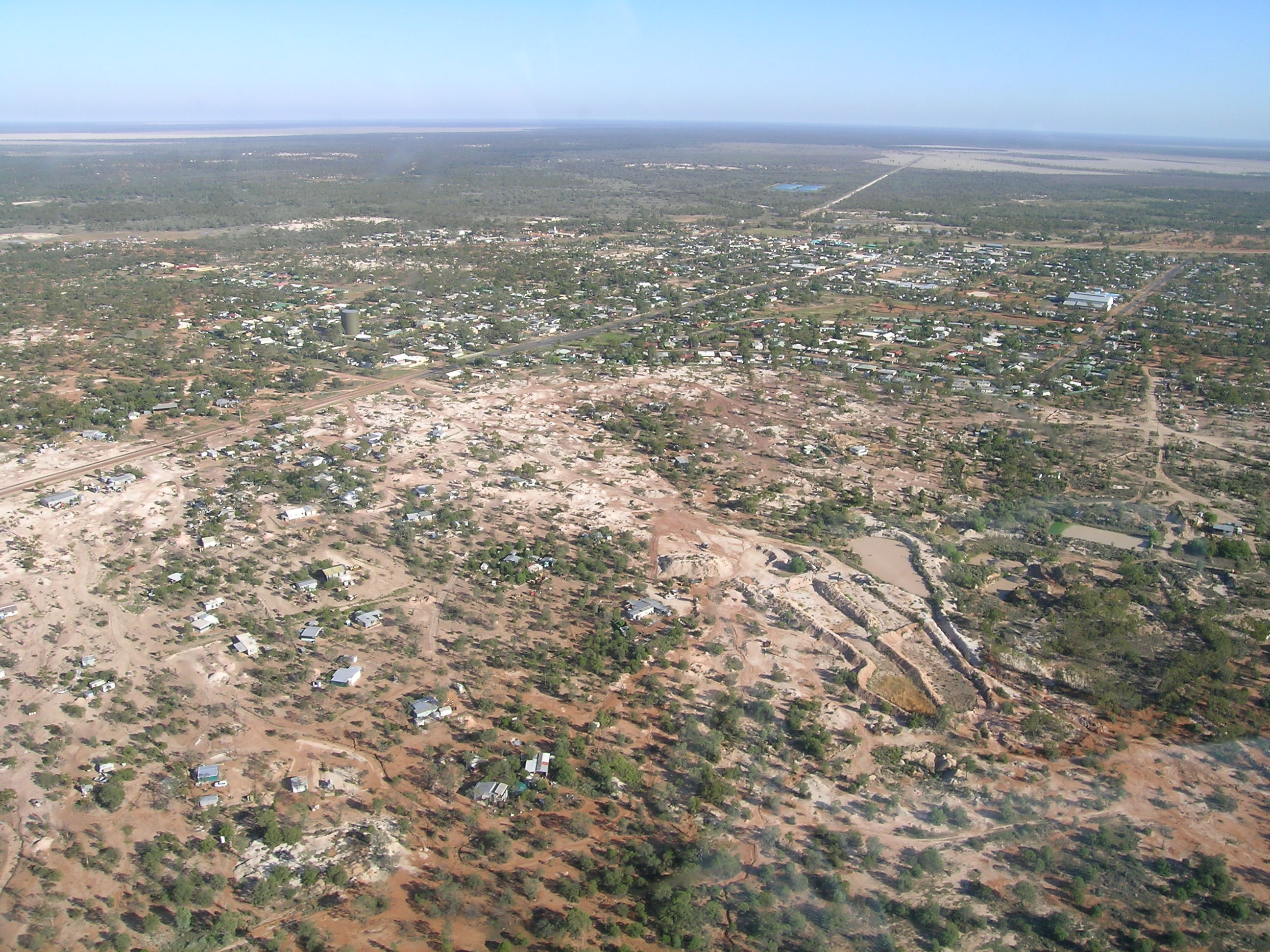
Immagine aerea di Lightning
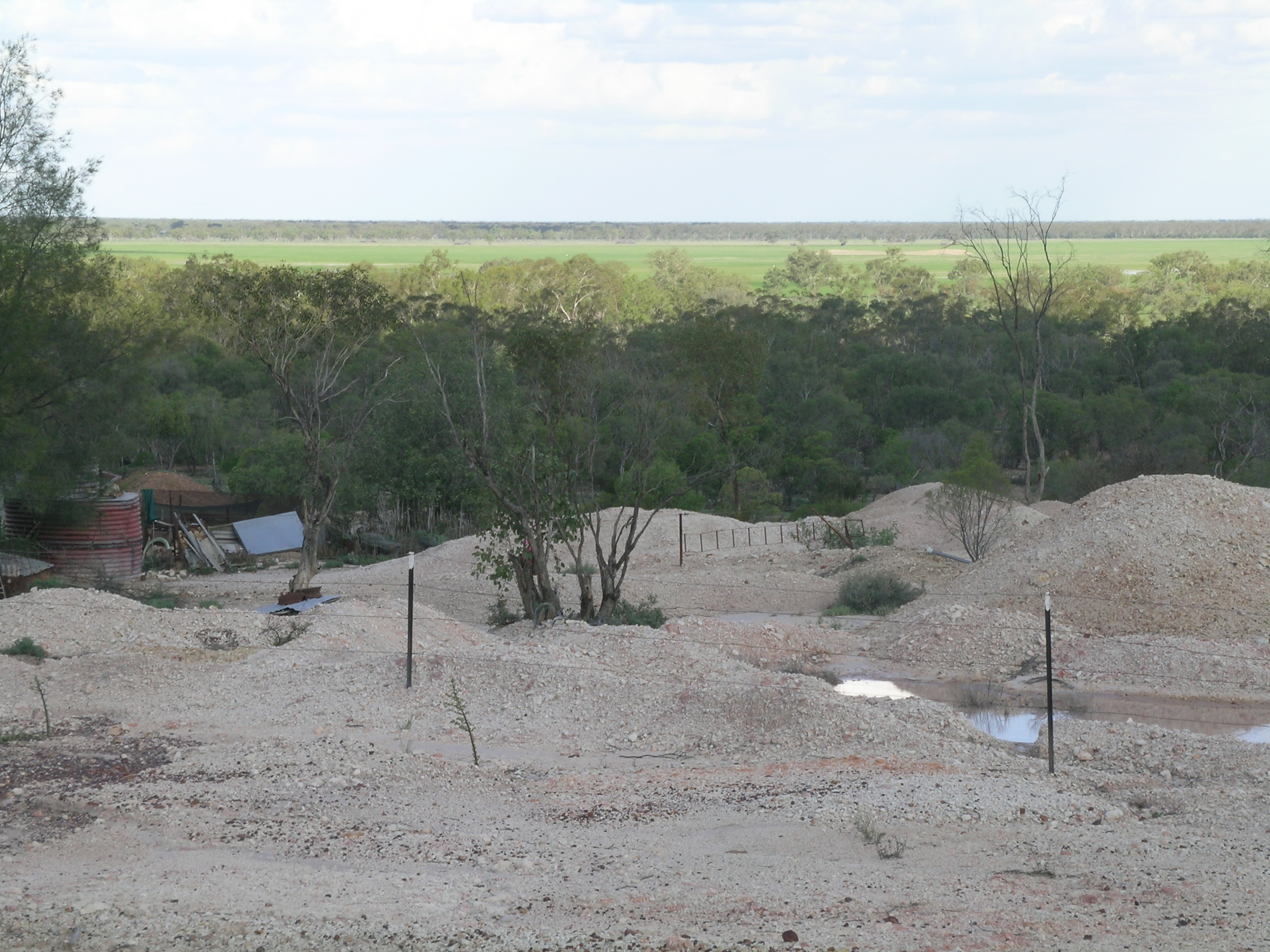
Miniere di opale intorno a Lightning Ridge
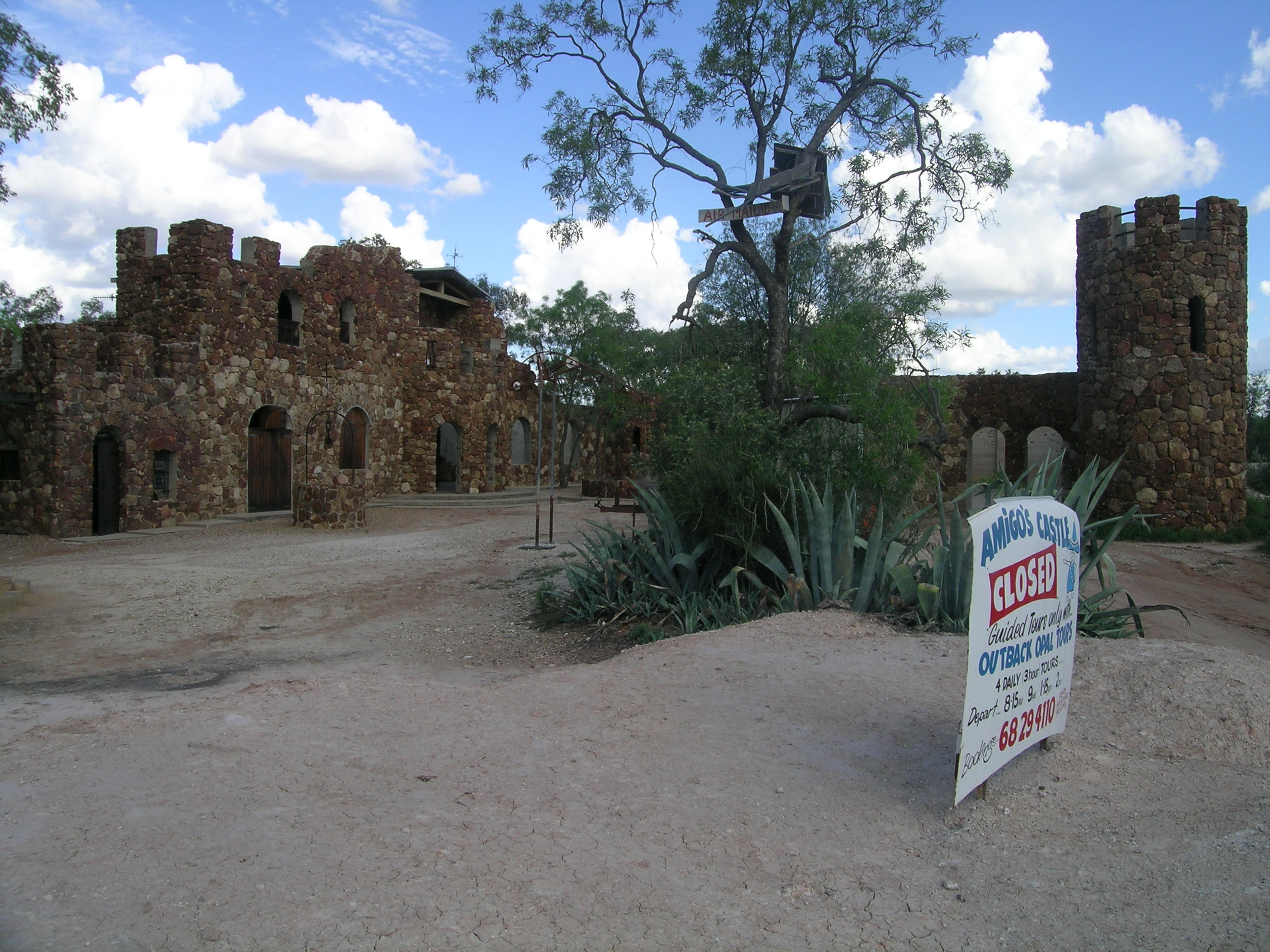
L'Amigo's Castle, a Lightning Ridge
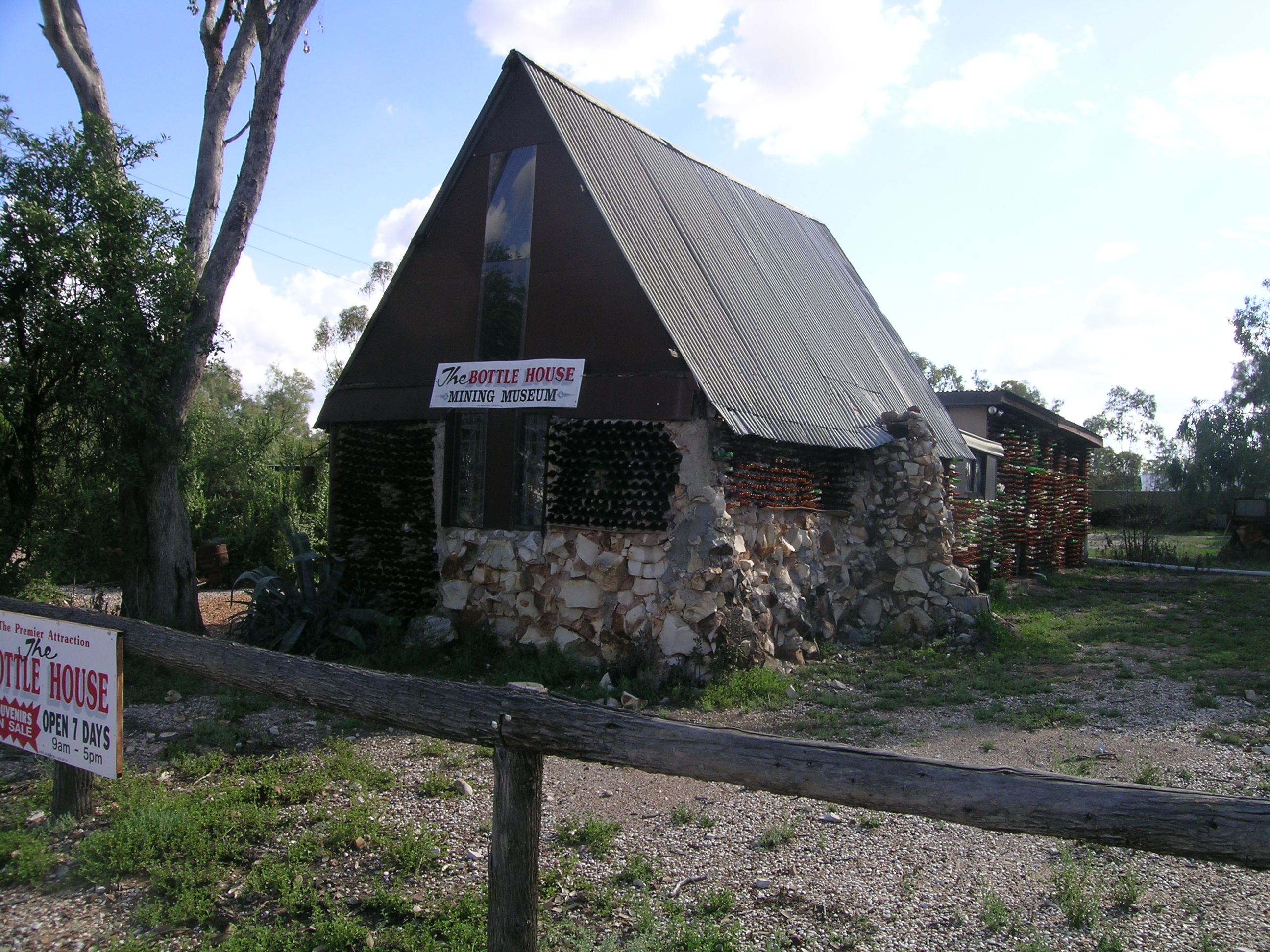
Il Bottle house mining museum